# Mairé-Levescault

Mairé-Levescault este o comună în departamentul Deux-Sèvres, Franța. În 2009 avea o populație de 568 de locuitori.